# Alto do Seixalinho
Alto do Seixalinho é um bairro da cidade portuguesa e do Município do Barreiro que foi sede da extinta Freguesia do Alto do Seixalinho, freguesia que tinha 1,76 km² de área e 19 995 habitantes (2011), e, por isso, uma densidade populacional de 11 360,8 hab/km².
A Freguesia do Alto do Seixalinho, criada em 9 de outubro de 1985, foi extinta em 2013, no âmbito de uma reforma administrativa nacional, tendo sido agregada às Freguesias de Santo André e Verderena, para formar uma nova freguesia denominada União das Freguesias de Alto do Seixalinho, Santo André e Verderena da qual é a sede.

## População
| População da freguesia de Alto do Seixalinho | População da freguesia de Alto do Seixalinho | População da freguesia de Alto do Seixalinho | População da freguesia de Alto do Seixalinho | População da freguesia de Alto do Seixalinho | População da freguesia de Alto do Seixalinho | População da freguesia de Alto do Seixalinho | População da freguesia de Alto do Seixalinho | População da freguesia de Alto do Seixalinho | População da freguesia de Alto do Seixalinho | População da freguesia de Alto do Seixalinho | População da freguesia de Alto do Seixalinho | População da freguesia de Alto do Seixalinho | População da freguesia de Alto do Seixalinho | População da freguesia de Alto do Seixalinho |
| -------------------------------------------- | -------------------------------------------- | -------------------------------------------- | -------------------------------------------- | -------------------------------------------- | -------------------------------------------- | -------------------------------------------- | -------------------------------------------- | -------------------------------------------- | -------------------------------------------- | -------------------------------------------- | -------------------------------------------- | -------------------------------------------- | -------------------------------------------- | -------------------------------------------- |
| 1864                                         | 1878                                         | 1890                                         | 1900                                         | 1911                                         | 1920                                         | 1930                                         | 1940                                         | 1950                                         | 1960                                         | 1970                                         | 1981                                         | 1991                                         | 2001                                         | 2011                                         |
|                                              |                                              |                                              |                                              |                                              |                                              |                                              |                                              |                                              |                                              |                                              |                                              | 23 370                                       | 20 522                                       | 19 995                                       |

Criada pela Lei n.º 135/85,  de 4 de Outubro, com lugares das freguesias do Barreiro, Santo André e Lavradio
| Distribuição da População por Grupos Etários | Distribuição da População por Grupos Etários | Distribuição da População por Grupos Etários | Distribuição da População por Grupos Etários | Distribuição da População por Grupos Etários | Distribuição da População por Grupos Etários | Distribuição da População por Grupos Etários | Distribuição da População por Grupos Etários | Distribuição da População por Grupos Etários | Distribuição da População por Grupos Etários |
| -------------------------------------------- | -------------------------------------------- | -------------------------------------------- | -------------------------------------------- | -------------------------------------------- | -------------------------------------------- | -------------------------------------------- | -------------------------------------------- | -------------------------------------------- | -------------------------------------------- |
| Ano                                          | 0-14 Anos                                    | 15-24 Anos                                   | 25-64 Anos                                   | > 65 Anos                                    |                                              | 0-14 Anos                                    | 15-24 Anos                                   | 25-64 Anos                                   | > 65 Anos                                    |
| 2001                                         | 2 350                                        | 2 766                                        | 11 909                                       | 3 497                                        |                                              | 11,5%                                        | 13,5%                                        | 58,0%                                        | 17,0%                                        |
| 2011                                         | 2 678                                        | 1 809                                        | 10 721                                       | 4 787                                        |                                              | 13,4%                                        | 9,0%                                         | 53,6%                                        | 23,9%                                        |

Média do País no censo de 2001:  0/14 Anos-16,0%; 15/24 Anos-14,3%; 25/64 Anos-53,4%; 65 e mais Anos-16,4%
Média do País no censo de 2011:   0/14 Anos-14,9%; 15/24 Anos-10,9%; 25/64 Anos-55,2%; 65 e mais Anos-19,0%

## Património
- Convento da Madre de Deus da Verderena

## Locais de Referência
- Parque da cidade
- Palácio da Justiça
- Santa Casa da Misericórdia
- Bairro Novo da CUF
- Auditório Municipal Augusto Cabrita

## Pessoas Conhecidas
- João Fontinha Brito (também conhecido como Juvenal)
- Fatima Lopes
- Victor Duarte
- Flávio Rufino
- Gonçalo Antunes
- B. Alexandre Rodrigues
- Alexandra Cabral
- Marta Pereira
- Bofih Kakarrote
- Pedrucy falipe